# Armadillo sodalis
Armadillo sodalis är en kräftdjursart som beskrevs av Gustav Budde-Lund 1885. Armadillo sodalis ingår i släktet Armadillo och familjen Armadillidae. Inga underarter finns listade i Catalogue of Life.